# Kabinett Jón Þorláksson

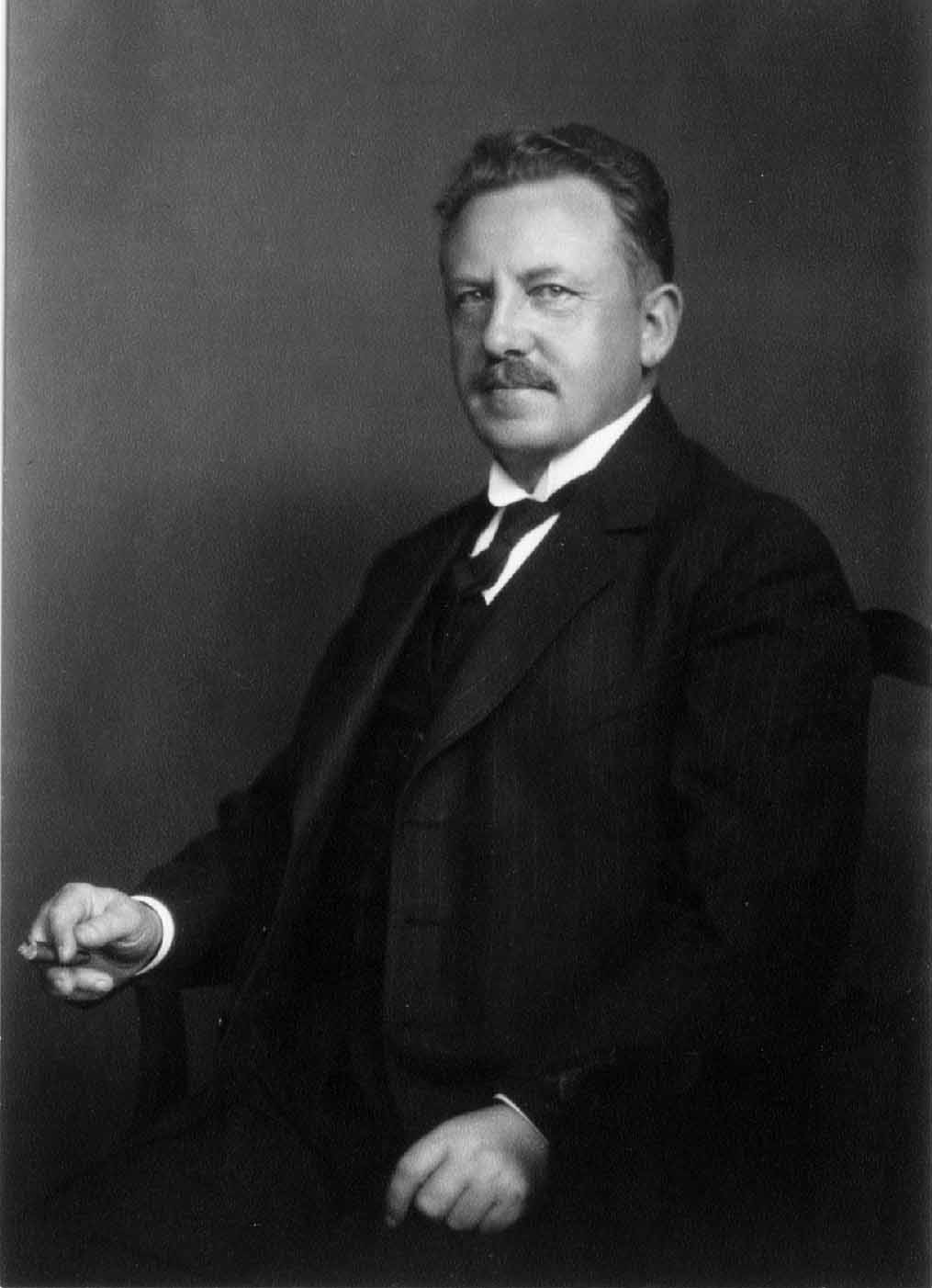
Jón Þorláksson war von 1926 bis 1927 Premierminister von Island

Das Kabinett Jón Þorláksson war eine Regierung des unabhängigen Staates Island, das sich mit dem Vertrag vom 1. Dezember 1918 von Dänemark loslöste, aber dem gemeinsamen König des Königreichs Dänemark sowie des Königreichs Island Christian X. unterstellt war. Es wurde am 8. Juli 1926 gebildet und löste das Kabinett Jón Magnússon III ab. Es blieb bis zum 28. August 1927 im Amt, woraufhin es vom Kabinett Tryggvi Þórhallsson abgelöst wurde. Dem Kabinett gehörten ausschließlich Mitglieder der Konservativen Partei (Íhaldsflokkurinn) an.

## Regierungsmitglieder
| Amt             | Amtsinhaber        | Beginn der Amtszeit | Ende der Amtszeit |
| --------------- | ------------------ | ------------------- | ----------------- |
| Premierminister | Jón Þorláksson     | 8. Juli 1926        | 28. August 1927   |
| Finanzminister  | Jón Þorláksson     | 8. Juli 1926        | 28. August 1927   |
| Arbeitsminister | Magnús Guðmundsson | 8. Juli 1926        | 28. August 1927   |
| Justizminister  | Magnús Guðmundsson | 8. Juli 1926        | 28. August 1927   |